# Пръстеноопашат мунго
Пръстеноопашат мунго или Пръстеноопашата мадагаскарска мангуста (Galidia elegans), е дребен хищен бозайник от семейство Мадагаскарски мангустоподобни, ендемичен за остров Мадагаскар и единствен представител на род Galidia. На външен вид наподобява на неголяма мангуста. Видът е най-често срещания и разпространен местен хищен бозайник в Мадагаскар.

## Разпространение и подвидове
Видът е разпространен само на Мадагаскар като обитава голяма част от горските масиви на острова намиращи се от океанското равнище до височина около 1950 m в планината Андригнитра. Основната част от популацията на вида е разпространена в източната част на острова в дълга ивица земя простираща се от север на юг. Отделни изолирани популации се срещат в западните и северните части. Разпространението му зависи от предпочитаните местообитания. Видът процъфтява във влажните залесени райони на Мадагаскар. Горите, които обитава варират от субтропични до сухи тропични.
Видът е представен от три подвида както следва:
- Galidia elegans elegans – източен подвид;
- Galidia elegans occidentalis – западен подвид;
- Galidia elegans dambrensis – северен подвид;

## Морфологични особености
Представителите на пръстеноопашатата мангуста са със средни размери на тялото. Дължината му е около 38 cm, на опашката 30 cm. Теглото варира от 700 до 900 g. Тялото е удължено и поставено на неголеми крайници. Главата е широка в областта на мозъчната кутия и удължена челюстна част, която образува дълга муцунка завършваща с носа. Ушите са къси и закръглени. Пръстите и ноктите са къси. При женските около външните полови органи се намират специфични кожни жлези. Зъбите са малки. Горният втори предкътник е изключително малък.
Космената покривка е червено-кафява като се наблюдават по-тъмни или по-светли тонове при отделните подвидове. Опашката е със същия цвят на тялото като по протежението и се наблюдават 5 или 6 тъмни пръстени, които са причина за видовото название на хищното животинче.

## Поведение
Видът води дневен начин на живот. Обитава приземните части на горите, но често се наблюдава да се катери и по дърветата. Макар и рядко се среща в открити крайгорски участъци. Укрива се в издълбани дупки в земята, в естествени укрития от камъни и дънери или дупки по дърветата. Обикновено се придвижва бегом или на забързан ход. При търсене на храна може да влиза и във водата. Представителите на вида са пъргави катерачи и умели плувци.
Пръстеноопашатите мадагаскарски мангусти са социални животни. Живеят в групи от 3 – 4 и повече индивида. Обикновено това е семейна двойка с няколко малки, които обитават и една дупка. Денем прекарват дълго време в игра помежду си. Имат добре развити анални жлези, с помощта на които маркират територията си. Малките бозайници издават и множество звуци описвани като птича песен, мяукане или ръмжене.

## Хранене
Основната част от менюто на вида са гризачите, които биват улавяни по дърветата или в дупките по земята. Заедно с тях пръстеноопашатите мангусти се хранят и с разнообразни насекоми, червеи, влечуги, земноводни и техните яйца, ракообразни, риби, плодове и дори малките на някои лемури. Често е наблюдаван да се храни с отпадъци от човешка храна.

## Размножаване
Периодът на размножаване на вида съвпада с края на зимата и началото на пролетта в южното полукълбо. Бременността продължава около три месеца (74 – 90 дни). Малките се раждат от август до април, но пикът на ражданията е от ноември до януари. Обикновено раждат само по едно малко с тегло около 50 грама. Малкото е окосмено с приблизителен цвят като на възрастен индивид. Раждат се слепи като проглеждат на 6 – 8 ден. В първата седмица самката пропъжда мъжкия от дупката и се грижи сама за малкото. Постепенно започва да допуска мъжкия все по-близо. Малките се развиват много бавно. До около 12 ден не могат да се придвижват самостоятелно, преминават на месна храна след около месец, а продължават да сучат до около 2,5 месечна възраст. На три месеца започват да ловят самостоятелно насекоми и жаби, на 10 месечна възраст започват да ловят и риба, а гризачи едва на 14 месеца. На тази възраст обикновено напускат родителите си, но остават свързани с тях до около две годишната си възраст. Тогава обикновено настъпва и половата им зрялост. Продължителността на живота им в плен е около 13 години, но в природата се предполага, че е доста по-кратка.

## Природозащитен статут
Въпреки че видът е класифицират като незастрашен. Заплахите за неговото оцеляване са свързани с обезлесяването и човешката намеса. Основен враг е домашното куче, а конкурент в екологичната ниша, която заема е привнесената малка индийска цивета. Бракониерството и използването на части от трупа в традиционни обичаи на местното население също биват сериозна заплаха.